# Bevil Oaks (Teksas)
Bevil Oaks je grad u američkoj saveznoj državi Teksas. Prema popisu stanovništva iz 2010. u njemu je živjelo 1.274 stanovnika.